# 윤연경 (1972년)
윤연경(1972년 6월 6일 ~ )은 대한민국의 영화 배우이다.

## 연기 활동

### 영화
- 2011년 《조용한 남자》
- 2003년 《튜브》... 강기택 아내 역
- 1993년 《공포의 덩크슛》ㅡ 채소연 역
- 1992년 《스무살까지만 살고 싶어요》... 민초희 역
- 1991년 《도시에 나타난 검객 산지니》

### TV 드라마
- 1995년 KBS2 《신세대 보고 어른들은 몰라요》
- 1992년 KBS2 《숲속의 바람》